# خوسيه مارتينيز (دراج)
خوسيه مارتينيز (بالإسبانية: José Alberto Martínez)‏ (و. 1975  م) هو راكب دراجة هوائية إسباني، ولد في سان سيباستيان.

## روابط خارجية
- خوسيه مارتينيز على موقع الاتحاد الدولي للدراجات (الإنجليزية)
- خوسيه مارتينيز على موقع أرشيف الدراجات (الإنجليزية)
- خوسيه مارتينيز على موقع إحصائيات الدراجات الإحترافية (الإنجليزية)
- خوسيه مارتينيز على موقع نسبة الدراجات (الإنجليزية)
- خوسيه مارتينيز على موقع CycleBase (الإنجليزية)